# Neocalvinismo

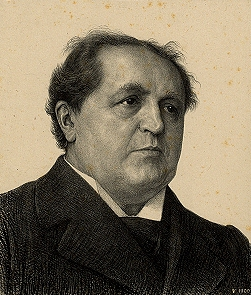
Retrato de Abraham Kuyper de Jan Veth (1900).

El neocalvinismo es un tipo de calvinismo neerlandés, un movimiento iniciado por el teólogo y ex primer ministro holandés Abraham Kuyper. James Bratt ha identificado diferentes tipos de calvinismo neerlandés: Los Secesionistas —que se dividieron en la Iglesia Reformada “Occidental” y los Confesionalistas; y los Neocalvinistas —los Positivos y los Calvinistas antitéticos. Los Secesionistas eran principalmente  infralapsarianos y por lo general los Neocalvinistas supralapsarianos.
Kuyper deseaba despertar a la iglesia de lo que él consideraba un sueño de piedad. Al respecto indicó:
Ninguna parte de nuestro mundo mental debe ser aislada del resto y no existe porción alguna de la extensión de la existencia humana sobre la cual Cristo, quien posee dominio sobre todo, no grita: ‘Mío!’
Esta frase se ha convertido en una especie de lema de los neocalvinistas.

## Conceptos claves del Neocalvinismo[4]
- Jesús es el Señor de toda la creación. El señorío de Jesús abarca cada área y aspecto de la vida, no se encuentra restringido a la esfera de la iglesia o de la piedad personal.

- La idea de que toda la vida debe ser redimida. La obra de Jesús en la cruz abarca toda la vida, ningún área está exceptuada de su impacto. Todo el conocimiento es afectado por el conocimiento verdadero de Dios mediante la redención en el Mesías.[5]

- Mandato cultural. El Génesis 1:26-28 ha sido descrito como un mandato cultural. Es el mandato de cultivar y desarrollar la creación.[6]  Se encuentra en desarrollo histórico y evolución cultural. Algunos neocalvinistas sostienen que el Mandato Cultural es tan importante como la Gran Comisión.[7]

- Creación, caída y redención. La creación de Dios ha sido perturbada por la caída. La redención es la restauración de la creación.[8]

- Soberanía de las esferas (Soevereiniteit in eigen kring). Cada esfera (o sector) de la vida posee sus propias responsabilidades y autoridad distintivas tal como las diseñó Dios; por ejemplo, comunidades dedicadas a la adoración, justicia civil, agricultura, familia, etc.; y ningún área de la vida posee soberanía sobre otra área. Por lo tanto, ni las instituciones ligadas a la fe ni una institución de la justicia civil (es decir, el Estado) debe pretender un control totalitario o regulación alguna de la actividad humana fuera de los límites de su competencia.[9]

- Un rechazo al dualismo. Los dualismos son (supuestamente falsas) bifurcaciones, dicotomías, contrastes u oposiciones, como, por ejemplo, el dualismo entre naturaleza y gracia que [supuestamente] dominó gran parte de la escolástica. Según la visión neocalvinista, la naturaleza es el orden cósmico creado y mantenido por Dios, no una categoría "no-supernatural", y la gracia es la manera mediante la cual Dios renueva el orden cósmico, no es un elemento "no-creacional" agregado a la naturaleza (aunque escatológica en la glorificación de la resurrección corporal consumada a la vida eterna y transformación cósmica de los nuevos cielos y la tierra).

- Estructura y dirección. La estructura se refiere a las leyes y normas creadas para (otras) cosas creadas. La dirección hace referencia a la desviación relativa o conformidad con las normas; principalmente con respecto a la orientación central del corazón humano hacia o alejándose de Dios en Cristo.[10]

- Gracia común. Providencialmente Dios mantiene el orden creado, restraining of possible evils y otorgando presentes no relacionados con la salvación a toda la humanidad a pesar de su caída en el pecado, y su condena eventual de los irredentos.[11]

- Apologética presuposicional. El único esquema en el cual todo hecho sobre el mundo es inteligible es en general la cosmovisión cristiana, y en particular la concepción del mundo de los teológicamente reformados. Los principios de la lógica y el uso de la razón suponen la existencia de Dios. El presuposicionalismo es una aproximación mediante reductio ad absurdum a la Apologética cristiana, en cuanto a que intenta demostrar que todas las cosmovisiones no cristianas son internamente inconsistentes.

- La antítesis. Existe una lucha en la historia y en cada persona; entre la sumisión y la rebelión contra Dios; entre el reino de la luz y el reino de la oscuridad; entre la era que vendrá (que Cristo ya inauguró) y esta época presente de maldad (de pecado).[12]

- Cosmovisión. Los neocalvinistas rechazan la noción que el pensamiento teórico puede ser neutro desde un punto de vista religioso. Todo el pensamiento y práctica se encuentran delineados por cosmovisiones y motivos básicos religiosos. Para los neocalvinistas, la vida en todos sus aspectos puede ser delineada mediante una distintiva cosmovisión cristiana.[13]

- El rol de la ley. Para los neocalvinistas, "Ley" es más que los Diez Mandamientos, o aun la totalidad de la voluntad moral permanente de Dios. En cambio, la "Instrucción"(traducción correcta de la Torah) es el orden para la creación establecido por Dios e incluye a una variedad de tipo de normas culturales, tales como psicológicas, fisiológicas, lógicas, históricas, lingüísticas, sociales, económicas, estéticas, jurídicas y de la fe.

## Individuos especialmente conectados con el neocalvinismo
- Guillaume Groen van Prinsterer
- Abraham Kuyper
- Herman Bavinck
- Herman Dooyeweerd
- Albert Wolters
- Craig Bartholomew
- Alvin Plantinga
- Nicholas Wolterstorff
- George Marsden
- Cornelius Plantinga
- D. H. Th. Vollenhoven
- E. L. Hebden Taylor
- H. Evan Runner
- Hans Rookmaaker
- Auguste Lecerf
- Chuck Colson
- John Paul Roberts Haine

## Instituciones y organizaciones neocalvinistas
- Arrowhead Christian Academy en Redlands, California
- Calvin College, Grand Rapids, Míchigan
- Cardus (antiguamente denominado The Work Research Foundation), Hamilton, Ontario
- The Center for Public Justice
- The Christian Labour Association of Canada
- CCO (Coalition for Christian Outreach), Pittsburgh, PA
- Dordt College, Sioux Center, Iowa, USA.
- Free University en Ámsterdam
- Institute for Christian Studies, Toronto, Canadá
- Kuyper College
- Kuyper Foundation
- Geneva College, Beaver Falls, Pennsylvania
- Redeemer University College, Ancaster, Ontario, Canadá
- Trinity Christian College, Palos Heights, IL
- The Kings College, Edmonton, Alberta, Canadá
- Edinburg Theological Seminary, Edinburg, TX
- Universidad Juan Calvino, CDMX, México
- Centro de Investigaciones y Estudios Reformados (CIER), CDMX, México.
- Asociación para el Avance de la Educación Reformada en México (AAERM), CDMX, México.